# Entre barracas
Entre barracas es una película española de drama estrenada en 1954, aunque se rodó en 1949, dirigida por Luis Ligero y protagonizada en los papeles principales por Miguel Ligero, Marta Santaolalla y Carlos Agostí.
La película está basada en la zarzuela homónima del dramaturgo español Ramón Asensio Mas.

## Sinopsis
"Chuanet" regresa a su pueblo tras cumplir condena por una muerte causada por el cacique del pueblo y sus esbirros. A su llegada es acogido por Pepeta y Quico, hermanos en lucha incesante con Vicente, que ha sustituido a su padre como cacique y que quiere seducir a Pepeta como hace con todas las mujeres del pueblo.

## Reparto
- Carlos Agostí
- Marta Santaolalla
- Miguel Ligero
- Arturo Marín
- Trini Montero
- Antonio Moreno
- Manuel Guitián
- Eugenio Domingo
- Ana María Méndez
- Miguel Pastor
- Ena Sedeño
- Pablo Álvarez Rubio
- Manuel Aguilera
- Mariano Alcón
- Julio F. Alymán
- Francisco Bernal
- Félix Briones
- Julia Castellanos
- María Pepa Cuevillas
- Manuel de Juan
- María Socorro Fernández
- Tony Hernández
- Enrique Hurtado
- Julio Infiesta